# Annabel Jallat
 Annabel Jallat, née le 25 septembre 2003 à Saint-François-Longchamp, est une skieuse alpine française championne de France de slalom en 2025.

## Biographie
En mars 2019, elle prend la 3e place des championnats de France U16 (moins de 16 ans) de slalom géant à Méribel.
En janvier 2023, elle participe à ses premiers championnats du monde juniors à Saint-Anton où elle se classe 12e du slalom. Le 27 janvier 2023, elle fait ses débuts en coupe d'Europe dans les deux slaloms de  Vaujany. D'entrée, elle y marque ses premiers points dans les deux courses. En mars elle devient vice-championne de France U21 de slalom géant aux Orres. 
Elle intègre l'équipe de France relève à partir de la saison 2023-2024. En février 2024 elle se classe 7e des championnats du monde juniors de slalom à Avoriaz. En avril elle remporte le titre de championne de France U21 (moins de 21 ans) de slalom à Megève
L'année suivante elle effectue une saison de coupe d'Europe difficile avec une 20e place en slalom comme meilleur résultat. Début avril à Méribel elle créée la sensation en étant sacrée championne de France de slalom en devançant les skieuses de coupe du monde Caitlin McFarlane, Marion Chevrier et Marie Lamure,.

## Palmarès

### Championnats du monde juniors
| Épreuve / Édition              | Descente | Super G | Slalom géant | Slalom | Combiné par équipe | Team event |
| Mondiaux 2023 Saint-Anton      | -        | -       | -            | 12e    | -                  | -          |
| Mondiaux 2024 Portes du soleil | -        | -       | 39e          | 7e     | 7e                 | 5e         |

### Coupe d'Europe
24 épreuves disputées (à fin avril 2025)
7 top-30 dont 2 tops-20

#### Classements
| Saison / Épreuve | Saison / Épreuve | Général | Général | Descente | Descente | Super G | Super G | Géant  | Géant  | Slalom | Slalom | Combiné | Combiné |
| ---------------- | ---------------- | ------- | ------- | -------- | -------- | ------- | ------- | ------ | ------ | ------ | ------ | ------- | ------- |
| Saison / Épreuve | Saison / Épreuve | Class.  | Points  | Class.   | Points   | Class.  | Points  | Class. | Points | Class. | Points | Class.  | Points  |
| 2022-2023        | 2022-2023        | 157e    | 7       | -        | -        | -       | -       | –      | –      | 61e    | 7      | -       | -       |
| 2023-2024        | 2023-2024        | 146e    | 16      | -        | -        | -       | -       | –      | –      | 62e    | 16     | -       | -       |
| 2024-2025        | 2024-2025        | 142e    | 15      | -        | -        | -       | -       | –      | –      | 51e    | 15     | -       | -       |

### Championnats de France

#### Élite
| Édition / Epreuve           | Descente | Super-G | Slalom géant | Slalom | Super combiné | Parallèle |
| --------------------------- | -------- | ------- | ------------ | ------ | ------------- | --------- |
| Championnats 2022 Auron     | -        | -       | 19e          | Ab     | -             | 9e        |
| Championnats 2023 Les Orres | -        | -       | 6e           | 6e     | -             |           |
| Championnats 2024 Megève    | -        | -       | 30e          | 7e     | -             |           |
| Championnats 2025 Méribel   | -        | -       | 11e          | Or     | -             |           |

#### Jeunes
1 titre de championne de France

##### Juniors U21 (moins de 21 ans)
2024 à Megève
- championne de France de slalom

2023 aux Orres
- vice-championne de France de slalom géant
- 4e des championnats de France de slalom

##### U16 (moins de 16 ans)
2019 à Méribel:
- 3e des championnats de France de slalom géant

2018 à Auron:
- 4e des championnats de France de slalom